# Харіб
Харіб (рос. Хариб) — село Ахвахського району, Дагестану Росії. Входить до складу муніципального утворення Сільрада Інгердахська.
Населення — 474 (2010).

## Населення
За даними перепису населення 2002 року в селі мешкала 361 особа. В тому числі 170 (47,09 %) чоловіків та 191 (52,91 %) жінка.
Переважна більшість мешканців — аварці (100 % від усіх мешканців). У селі переважає аварська мова.